# Saskia Weishaupt
Saskia Lea Raquel Weishaupt (* 20. September 1993 in Hannover) ist eine deutsche Politikerin (Bündnis 90/Die Grünen). Seit 2021 ist sie Mitglied des Deutschen Bundestags. 

## Leben
Weishaupt besuchte die Helene-Lange-Schule in Hannover, an der sie 2012 das Abitur ablegte. 2015 nahm sie nach einem abgebrochenen Studium und einem halbjährigen Praktikum bei der Landeszentrale für politische Bildung in Stuttgart ein Studium der Politikwissenschaft und Geschichte an der Ludwig-Maximilians-Universität München (LMU) auf, verbrachte 2017 ein Auslandssemester in Irland und schloss 2020 mit einem Bachelor of Arts an der LMU ab.

## Politik
Weishaupt ist seit 2016 Mitglied von Bündnis 90/Die Grünen. Sie wurde im September 2016 Beisitzerin im Vorstand der Grünen Jugend München und im Januar 2017 zur Sprecherin der Grünen Jugend München gewählt. Von 5./6. Mai 2018, als sie auf dem 42. Landesjugendkongress zur Sprecherin der Grünen Jugend Bayern gewählt wurde, bis 2021 war sie Vorsitzende der Jugendorganisation der Partei. „Als ehemalige Landesvorsitzende der Grünen Jugend stand sie ausdrücklich hinter der Forderung der Nachwuchsorganisation, wonach der Einsatz von Pfefferspray und Hunden bei Demonstrationen grundsätzlich verboten werden sollte. Die „standardmäßige Bewaffnung der Polizei mit Pfefferspray“ gelte es zu beenden, heißt es in einem entsprechenden Positionspapier, das Weishaupt ausdrücklich unterstützte.“
Weishaupt wurde am 26. September 2021 für Bündnis 90/Die Grünen über den elften Platz der bayrischen Landesliste in den Bundestag gewählt. Sie ist dort ordentliches Mitglied im Ausschuss für Gesundheit und jeweils stellvertretendes Mitglied im Ausschuss für Arbeit und Soziales und im Ausschuss für Familie, Senioren, Frauen und Jugend.
Weishaupt forderte am 22. Dezember 2021 in einem Tweet die Polizei auf, im Zweifelsfall auch Pfefferspray und Schlagstöcke gegen eine Querdenker-Demonstration in München einzusetzen. Als Reaktion auf Weishaupts Tweet trendete der Hashtag #SchlagstockSaskia auf Twitter, mit überwiegend rechter Kritik unter anderem vom AfD-Abgeordneten Jürgen Braun. Weishaupt löschte ihren Tweet und entschuldigte sich, sie „habe in dem Tweet den Kontext leider nicht darstellen können“.
Weishaupt tritt zur Bundestagswahl am 23. Februar 2025 nicht wieder an.